# نعیم لالی حمیدزی
نعیم لالی حمیدزی (زاده ۱۳۵۵ سپین‌بولدک، قندهار) سیاستمدار افغانستان و نماینده مردم ولایت قندهار در دوره شانزدهم مجلس نمایندگان است. وی در مجلس شانزدهم نمایندگان افغانستان عضو کمیسیون امور داخلی می‌باشد.

## زندگی‌نامه
نعیم لالی حمید زی زاده ۱۳۵۵ از ولسوالی سپین بولدک ولایت قندهار می‌باشد. او تحصیلات متوسطه خود را تا مقطع فارغ‌التحصیلی ۱۲ پاس ادامه داد.

## دیگر فعالیت‌ها
دیگر فعالیت‌های او:
- قومندان والی قندهار (گل‌آغا شیرزی).
- مدیر مبارزه با مواد مخدر قندهار.
- رئیس ارکان زون سرحدی ۴۰۴